# Honda Elevate
La Honda Elevate è un'autovettura prodotta dalla casa automobilistica giapponese Honda a partire dal 2023.

## Descrizione
Il nome Elevate è un acronimo delle parole "empowerment, liberation, exploration, versatility, aspiration, transformation e evolution".
L'Elevate è stato presentato in India il 6 giugno 2023. Sviluppato dalla filiale Honda R&D Asia Pacific in Tailandia, la vettura è costruito sulla piattaforma Global Small Car, che è alla base anche della Honda City di settima generazione, esclusivamente per i mercati emergenti del sud est asiatico. Le sue dimensioni esterne sono paragonabili all'HR-V/Vezel che invece è più grande e basato sulla Honda Fit. È l'unico SUV della Honda disponibile in India al momento della sua introduzione, dopo l'uscita dal listino del Honda WR-V.
Grazie alla carrozzeria squadrata, lo spazio del bagagliaio è di 458 litri. L'altezza da terra  di 220 mm, mentre il raggio di sterzata è di 5,2 m. È disponibile anche con tetto apribile e con un pacchetto avanzato di sistemi di assistenza alla guida.
L'Elevate è equipaggiato con il motore a benzina aspirato i-VTEC da 1,5 litri a quattro cilindri in linea condiviso con la Honda City. La potenza massima è di 89 kW (121 CV) e la coppia di 145 Nm. Questo motore è progettato per funzionare anche con carburante E20.